# Golfe Dulce
Pour les articles homonymes, voir Dulce.
Le golfe Dulce est un golfe de l'océan Pacifique qui se situe au Costa Rica. Il sépare la péninsule d'Osa du reste du pays. Puerto Jiménez est l'une des principales villes donnant sur le golfe Dulce.

Dans les documents de 1563, le golfe était appelé Golfo Dosa, du nom du cacique amérindien Osa.